# Léon-Louis Buron
Pour les articles homonymes, voir Buron (homonymie).
Léon-Louis Buron, né le 12 décembre 1813 à Paris et mort le 15 novembre 1895 à Paris 7e, est un écrivain et poète français. 

## Biographie
Il est l'auteur de plusieurs livres dont des ouvrages scolaires. Professeur de langues, conservateur à la Bibliothèque Sainte-Geneviève, il est aussi officier d'Académie. Il est l'auteur de poésies morales pour les enfants. 
Il est le grand-père de l'homme politique Robert Buron. Henri Froidevaux, orphelin, fut élevé à Paris par son grand-père Léon-Louis Buron.